# Francesco Bottai
Francesco Bottai (Pisa, 7 gennaio 1977) è un cantautore, chitarrista e attore teatrale italiano, cofondatore del gruppo pisano dei Gatti Mézzi.

## Biografia

### Con i Gatti Mézzi
Con i Gatti Mézzi ha suonato dal 2005 al 2017; in questo lasso di tempo ha pubblicato sei album dopodiché, scioltosi il gruppo, ha intrapreso la carriera solista.
Suona la chitarra elettrica e la chitarra acustica, ed è autore di testi ironici e surreali. Dal 2005 con i Gatti Mézzi ha conseguito riconoscimenti come il Premio Ciampi, finalista al Premio Tenco, Premio Barezzi, premio della satira di Forte dei Marmi.
Sempre con i Gatti Mézzi firma la colonna sonora del film di Roan Johnson Fino a qui tutto bene.
Ha collaborato e diviso il palco con Dario Brunori, Gianmaria Testa, Dario Fo, Stefano Bollani, Ascanio Celestini, The Zen Circus, Bandabardò, Andrea Kaemmerle, Paolo Migone e Bobo Rondelli.

### Carriera da solista
Da solista pubblica nel 2017, per l'etichetta Labella, Vite semiserie e nel 2018 il singolo Passo dopo.
Nel 2019 esce Assolo, una raccolta di testi con prefazione di Massimiliano "Ufo" Schiavelli e postfazione di Athos Bigongiali, pubblicato da MdS Editore e curato da Paolo Giommarelli, direttore artistico della collana Vox.
Nel 2022 esce il disco “Ora ci penso…” per l’etichetta Labella.
Suona la chitarra nel brano Olimpia del concept album Streghe di Fabio Meini. 

## Discografia

### Con i Gatti Mézzi

#### Album in studio
- 2006 – Anco alle puce ni viene la tosse (autoprodotto)
- 2007 – Amori e fortori (autoprodotto)
- 2009 – Struscioni (Sam)
- 2011 – Berve fra le berve (Sam)
- 2013 – Vestiti leggeri (Picicca Dischi)
- 2016 – Perché hanno sempre quella faccia (Picicca Dischi)

### Da solista

#### Album in studio
- 2017 – Vite semiserie (Labella)
- 2022 - “Ora ci penso…” (Labella)

#### Singoli
- 2018 – Passo dopo

## Pubblicazioni
- Francesco Bottai, Assolo, Pisa, MdS Editore, 2019, ISBN 978-88-98942-81-7.